# Arrondissement di Avignone
L'arrondissement di Avignone è un arrondissement dipartimentale della Francia situato nel dipartimento della Vaucluse, nella regione della Provenza-Alpi-Costa Azzurra.

## Storia
Fu creato nel 1800, sulla base dei preesistenti distretti; nel 1926, in seguito alla soppressione dell'arrondissement di Orange, entrarono a far parte dell'arrondissement anche i 4 cantoni di Bollène, Orange-Nord, Orange-Sud e Valréas.

## Composizione
L'arrondissement è composto da 37 comuni raggruppati in 10 cantoni:
- cantone di Avignone-Est
- cantone di Avignone-Nord
- cantone di Avignone-Ovest
- cantone di Avignone-Sud
- cantone di Bédarrides
- cantone di Bollène
- cantone di L'Isle-sur-la-Sorgue
- cantone di Orange-Est
- cantone di Orange-Ovest
- cantone di Valréas

| Controllo di autorità | VIAF (EN) 126771988 · LCCN (EN) n88080754 · J9U (EN, HE) 987007564813605171 |